# Leon Senf
Leon Senf est un peintre, céramiste et graveur néerlandais né à Delft le 11 mars 1860 et mort à Alkmaar le 3 septembre 1940.
Il est connu pour son travail dans la manufacture De Porceleyne Fles à Delft.

## Biographie
Leonardus Johannes Senf est né le 11 mars 1860 à Delft. En 1878, il est engagé par Joost Thooft comme apprenti peintre céramiste chez De Porceleyne Fles.
Dans ses premières années, Leon Senf travaille sous la direction de Cornelis Tulk et suit des cours à l'École polytechnique dans laquelle enseigne Aldolf Le Comte, conseiller artistique de De Porceleyne Fles.
Il est au début un simple exécutant des dessins d'Adolphe Le Comte, qu'il peint sur les poteries. Mais peu à peu, il va prendre de plus en plus de responsabilités jusqu'à devenir directeur du département de peinture de De Porceleyne Fles aux alentours de 1884. À cette époque, ile est l'auteur de la plupart des dessins des céramiques bleues de Delft et des céramiques polychromes produites dans la manufactures et il participe à leur renouveau après les décennies difficiles auxquelles l'entreprise a dû faire face,.
Il a joué un rôle important dans le développement des Nieuw Delfts pour lesquels il a pris comme exemple la céramique du Moyen et du Proche-Orient, en particulier la céramique d'Iznik.
En plus d'être un dessinateur et peintre de poteries décoratives et de carreaux de céramique, il travaillait également la céramique architecturale, par exemple pour le palais de la Paix à La Haye, l'hôtel de ville de Rotterdam et le Schouwburg à Haarlem. Dans ses temps libres, il dessine, peint et grave beaucoup.
En 1918, Senf s'installe avec sa famille à Eureka, un studio au 10, Duinweg à Noordwijk. En 1926, il y achète un terrain sur lequel il fait construire une maison portant le nom d’Elcapa, d'après les premières lettres des noms de sa femme, de ses enfants et de lui-même. Pour la façade de la maison, Senf a conçu un relief en céramique avec un paysan labourant et la devise « Labor Sacratus ».
Il prend sa retraite en 1930 mais continue de produire des dessins pour De Proceleyne Fles.
Après la mort de sa femme Elizabeth Senf-Winkelman le 17 mai 1934, Senf quitte Noordwijk pour Schoorl le 30 juin. Le 22 mars 1938, Senf retourne à Noordwijk pendant un an avant de se rendre à nouveau à Schoorl.
Leon Senf meurt le 3 septembre 1940 à Alkmaar.

Œuvres de Leon Senf
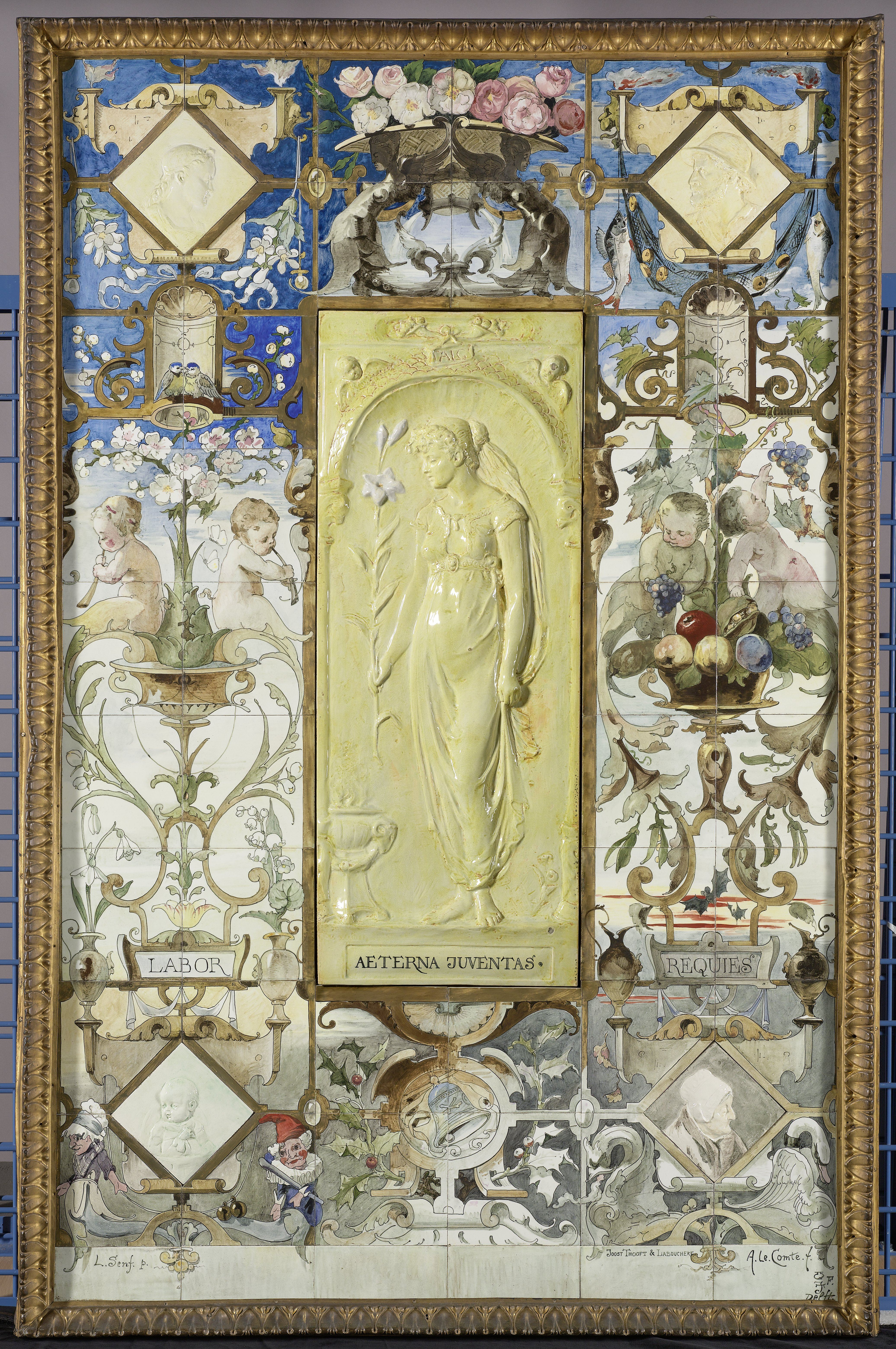
Aeterna Juventas (1884), panneau de céramique, réalisé avec Adolf Le Comte, Rijksmuseum Amsterdam.
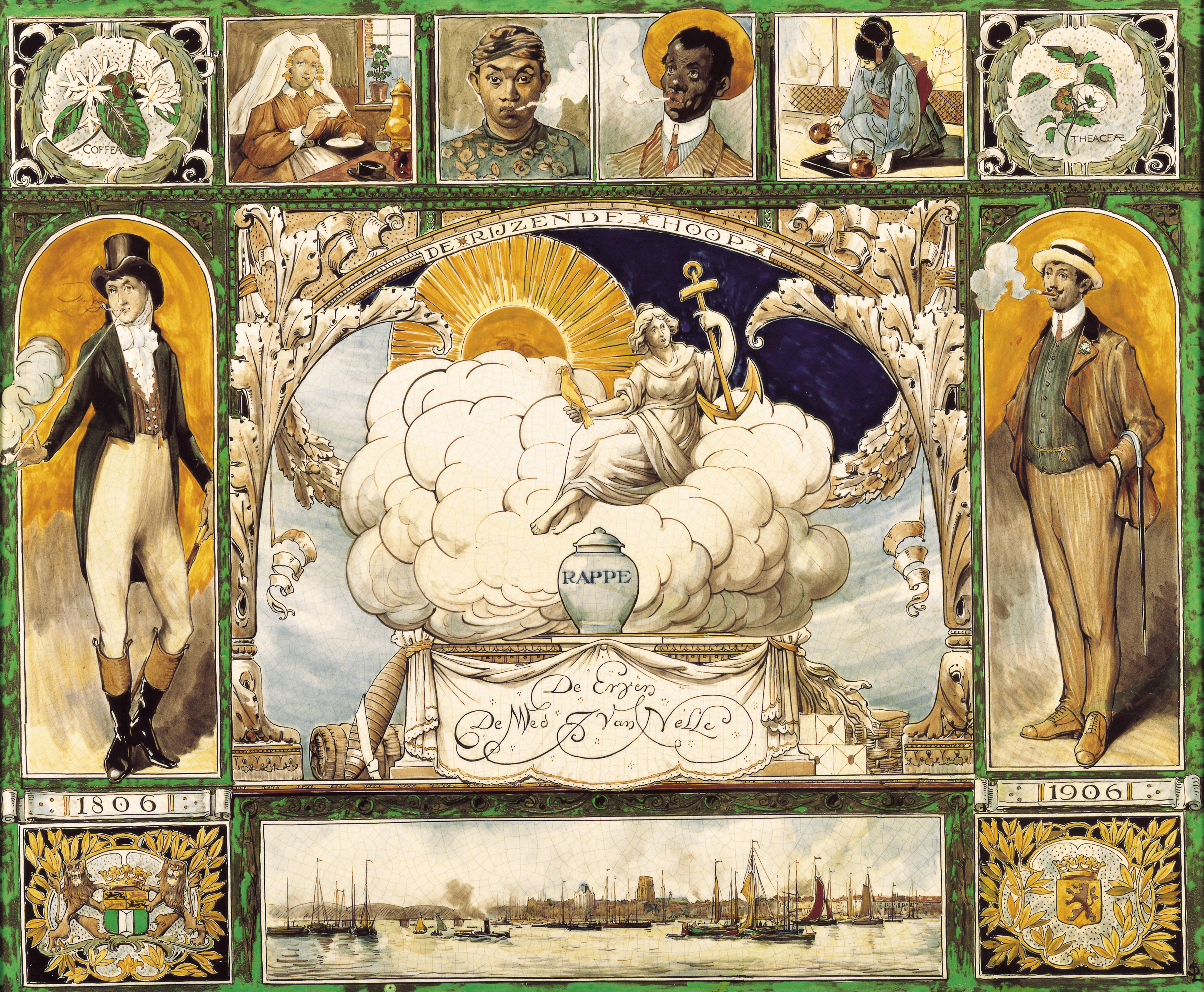
Van Nelle. L'Espoir naissant. 1806-1906 (1906), panneau de céramique, musée de Rotterdam.
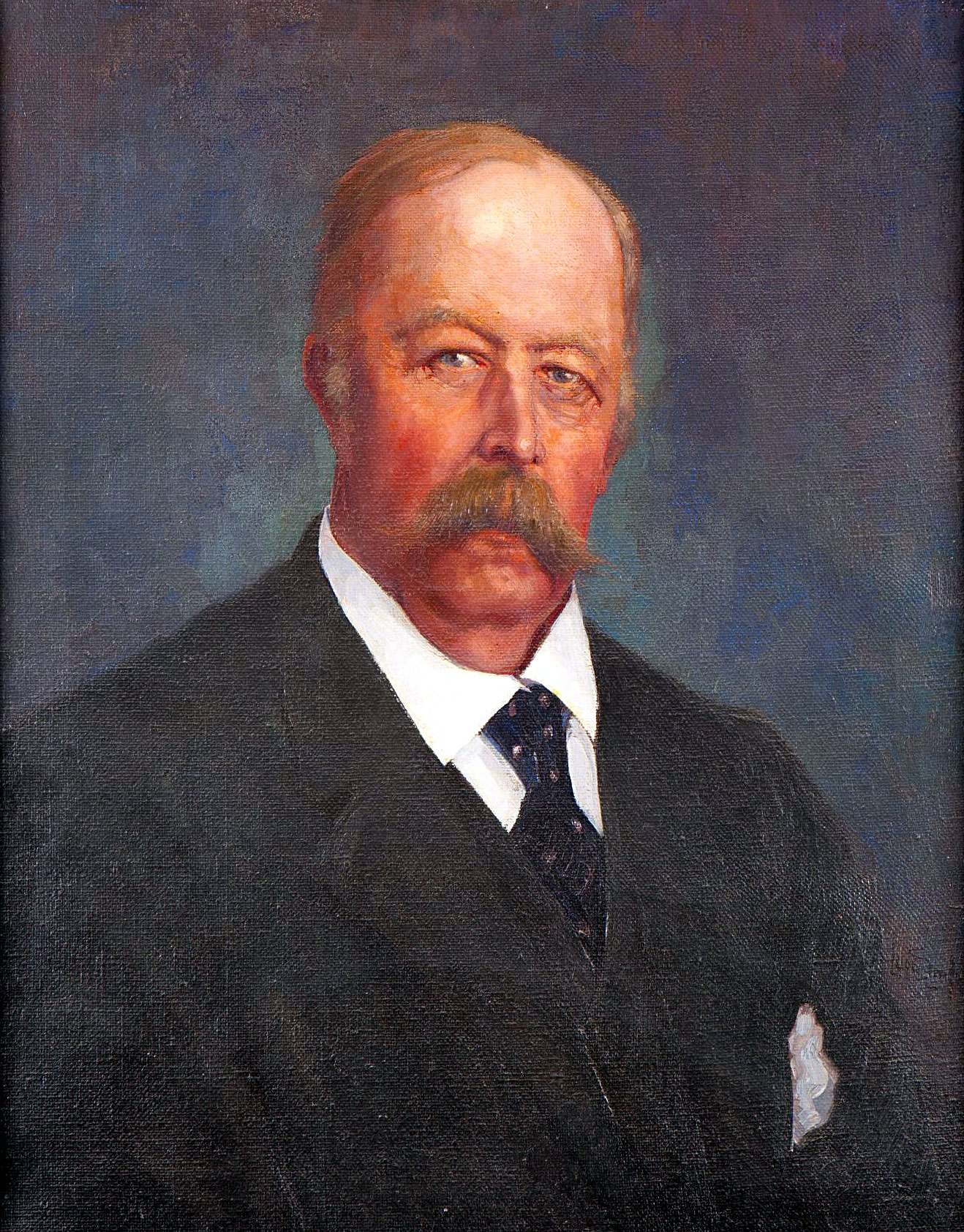
Portrait de Gerrit Kalff (vers 1924), université de Leyde.
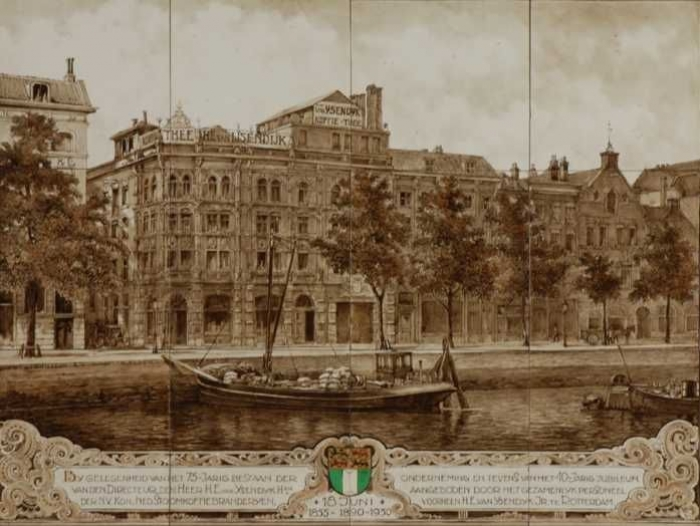
Immeuble du négociant de café et de thé IJsendijk (1930), panneau de céramique, musée de Rotterdam.

## Exposition
Certaines des créations libres de Senf et de ses créations chez De Porceleyne Fles ont été présentées d'avril à septembre 2008 lors d'une exposition au Museum Noordwijk, qui conserve également une importante collection de ses créations libres.